# Claude-Louis-Samson Michel
Pour les articles homonymes, voir Michel.
Claude-Louis-Samson Michel, né le 16 décembre 1754 à Maubeuge et mort le 16 janvier 1814 à Douai, fut procureur-général à la cour impériale de Douai et l'un des fondateurs du Musée de la Chartreuse de Douai

## Biographie
- 16 décembre 1754 : naissance à Maubeuge
- 1774 : professeur de rhétorique au collège de Maubeuge
- 1788 : directeur du collège de Maubeuge
- puis avocat au parlement de Flandre
- de 1790 à 1793 : administrateur du département du Nord nommé par le district d'Avesnes
- suppléant au tribunal du district de Douai et en 1794 nommé commissaire national du District
- 1800 : commissaire du gouvernement près le tribunal de Douai et devient procureur-général jusqu'en 1811
- 1804 : au camp de Boulogne-sur-Mer, l'empereur le décore et il est nommé en 1810 Chevalier de l'Empire